# Barebox
Barebox (ранее известный также как U-Boot-v2) — компьютерный загрузчик операционных систем, ориентированный на встроенные устройства с архитектурами ARM, Blackfin, MIPS, Nios II и x86. Распространяется под лицензией GNU GPL v2.
Типичное назначение barebox — стартовать из встроенного ПЗУ вычислительной системы, проинициализировать аппаратуру и стартовать ОС (как правило, Linux).
Отправной точкой для создания загрузчика barebox стал популярный загрузчик Das U-Boot. Barebox использует ряд идей U-Boot, в частности, похожий интерфейс пользователя. Также Barebox имеет свои особенности — при разработке Barebox широко используется методология и технология, успешно себя зарекомендовавшие при разработке ядра Linux (например, система сборки kbuild). Программные интерфейсы Barebox сделаны приближёнными к таковым в Linux, что позволяет с небольшими затратами заимствовать драйвера из Linux. Следует отметить способность Barebox работать под управлением ОС GNU/Linux, при этом Barebox поддерживает виртуальные накопители и сетевые устройства — данная возможность облегчает отладку аппаратно-независимых компонент загрузчика, таких, как файловая подсистема или сетевая подсистема.

## Происхождение названия
Большинство разработчиков Linux знакомы с busybox, мощным набором типовых программных средств Unix, упрощённых для работы во встраиваемых системах на базе Linux. Barebox стремится быть столь же мощным и полезным набором программных средств, работающим на «голом железе» (англ. bare metal), то есть без операционной системы.